# مراقب الأمم المتحدة العسكري

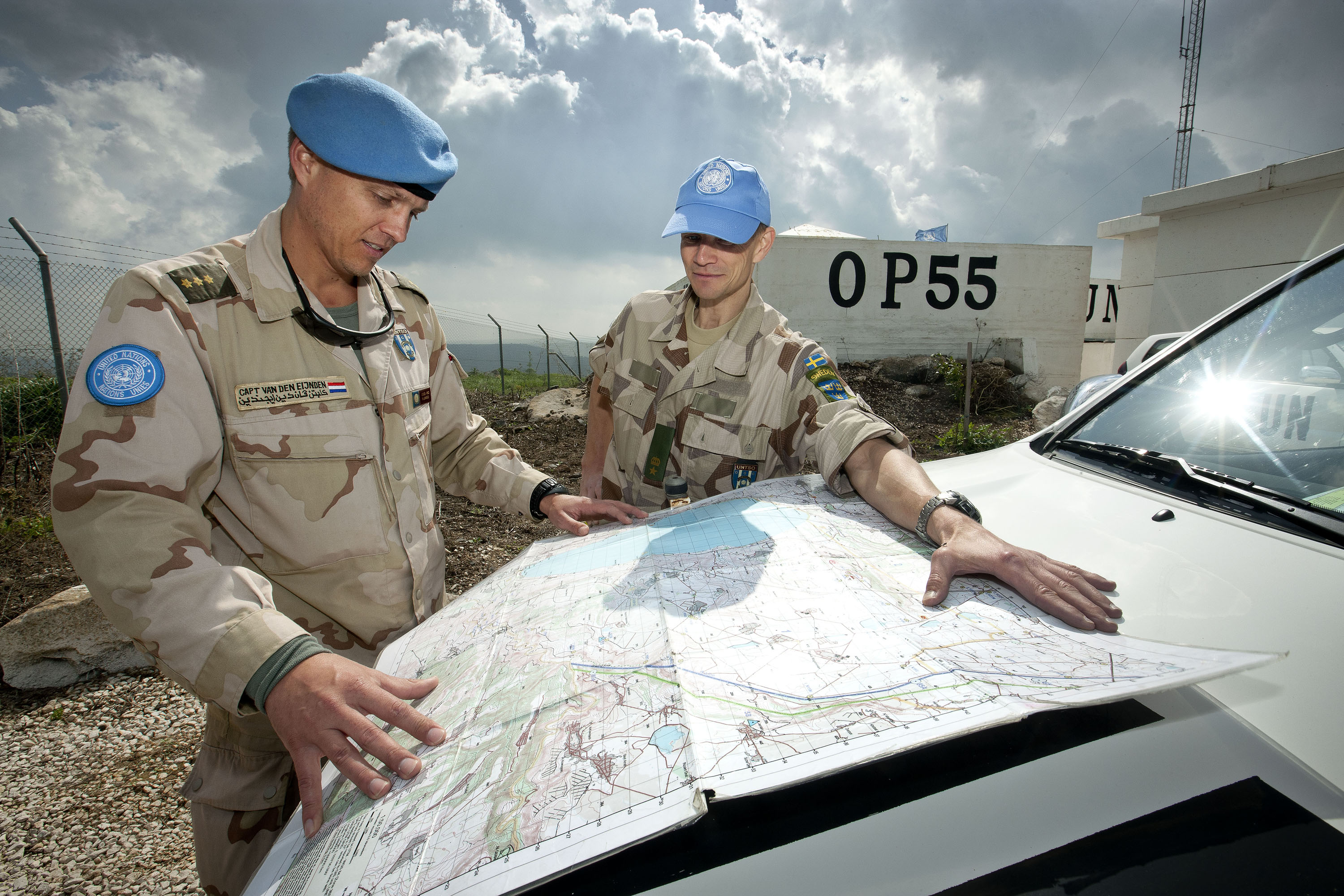

مراقب الأمم المتحدة العسكري (UNMO) هو مسؤول عسكري غير مسلح يتم نشره من قبل الأمم المتحدة لتقديم الدعم للبعثات التابعة للأمم المتحدة أو عمليات حفظ السلام من خلال مراقبة وتقييم والإشراف على العمليات واتفاقات ما بعد الصراع، مثل وقف إطلاق النار أو الهدنة؛ انسحاب القوات العسكرية أو الحفاظ على منطقة عازلة محايدة.
لذلك يوصف المراقبون عادة بأنهم «عيون وآذان» مجلس الأمن التابع للأمم المتحدة، كما يلعبون مجموعة متنوعة من الأدوار اعتمادًا على النطاق والغرض ووضع بعثة الأمم المتحدة المرتبطة بهم، كما يخضعون لتدريب خاص بهدف ضمان الحياد والدبلوماسية وتقنيات تخفيف التصعيد.
يساعد هذا التدريب في تحديد سياق عمل المراقبين العسكريين التابعين للأمم المتحدة والخبراء العسكريين الآخرين من خلال تقديم عمليات حفظ السلام بشكل عام وتوضيح الأساليب والتقنيات المحددة المستخدمة في مهمة بعثة حفظ السلام. يقدم الدعم التدريبي أولاً الرؤية الاستراتيجية للأمم المتحدة، ثم النطاق التشغيلي لإدارة عمليات حفظ السلام وينتهي على المستوى التكتيكي، بالمعرفة والمهارات الميدانية اللازمة نجاح المراقبين العسكريين.

## الواجبات والمسؤوليات
- مراقبة الاتفاقيات المختلفة المتعلقة بوقف إطلاق النار والانسحاب ونزع السلاح.
- تسيير دوريات برية وبحرية وجوية لطرفي الصراع بما في ذلك المناطق الواقعة على امتداد خطوط المواجهة.
- دورية في منطقة منزوعة السلاح.
- المساعدة في حل الصعوبات المحلية (الاجتماعية والاقتصادية وما إلى ذلك) من خلال الاتصال بجميع أطراف النزاع.
- التحقيق في مزاعم العدوان وانتهاكات وقف إطلاق النار.[5]

## أولى المهام
- تعد مجموعة مراقبي الأمم المتحدة العسكرية في الهند وباكستان (UNMOGIP) والتي تأسست على الحدود الهندية الباكستانية عام 1949 لمراقبة وقف إطلاق النار الذي دعا إليه مجلس الأمن التابع للأمم المتحدة؛ أطول وأولى مهام المراقبة النشطة لحد الآن.[6][7][8][9]

- الموقع والمقر الرئيسي: خط وقف إطلاق النار في ولايتي جامو وكشمير مع مراكز رئيسية في راولبندي في باكستان وسريناغار في الهند.
- ضابط المراقبة الرئيسي: اللواء الكرواتي دراغوتين ريبينك المعين من قبل كوفي عنان.
- المراقبون المشاركون: 113 عسكرياً ومدنياً من 8 دول.
- الضحايا: 11.
- الإطار الزمني: 1949 حتى الآن.